# Ingo Lang von Langen
Ingo Lang von Langen, bis 1901 Ingo Michel, (* 30. Juli 1895 in Frankfurt (Oder); † 21. Mai 1979 in Überlingen) war ein deutscher Verwaltungsjurist und Kommunalbeamter.

## Leben
Ingo Lang von Langen wurde als Sohn des Verwaltungsbeamten Georg Lang von Langen geboren, der zuletzt Landrat in Gaildorf war. Er besuchte die Gymnasien in Metz und Altkirch im Reichsland Elsaß-Lothringen. Er studierte an der  Westfälischen Wilhelms-Universität und wurde 1919 in Münster beim Corps Suevia Straßburg aktiv. Suevia hatte Straßburg noch vor dem Friedensvertrag von Versailles verlassen müssen und am 17. Juni 1919 in Münster rekonstituiert. Zum Dr. iur. promoviert, trat Lang von Langen in den Verwaltungsdienst. Er war parteilos. Von 1925 bis 1930 war er als Nachfolger von Emil Braunagel (1873–1925) Oberbürgermeister in Schwenningen am Neckar und von 1930 bis 1933 Oberbürgermeister in Eßlingen am Neckar. In Esslingen-Sirnau entstand unter seiner Ägide die Stadtrandsiedlung für Erwerbslose. Nachdem der Gemeinderat aufgelöst worden war und er sein Amt niedergelegt hatte, wurde der Nationalsozialist Alfred Klaiber als Oberbürgermeister eingesetzt. Es folgten seine Entlassung aus dem Staatsdienst und ein Berufsverbot als Jurist, weil er sich gegen den Nationalsozialismus eingesetzt hatte. Er wurde Drucker in Berlin, wo er später gute Kontakte zum Kreisauer Kreis unterhielt. 1934 erklärte er, selbst Offizier, „einen Eid auf den Führer nicht ablegen zu können“. 1935 fand er eine Anstellung als Werbefachmann und Prokurist des Scho-Ka-Kola-Herstellers Hildebrand, Kakao- und Schokoladenfabrik GmbH in Berlin. Später wurde er wegen „Judenbegünstigung und illegaler politischer Betätigung“ angeklagt. Nach 1945 war er in Berlin auf behördlicher Seite in der Entnazifizierung und als Rechtsanwalt und Notar tätig. Im Ruhestand zog er an den Bodensee, wo er 1979 verstarb.

## Schriften
- Schwenningen am Neckar – städtische Zweckbauten. Hübsch, Berlin 1928.